# 転生少女図鑑
『転生少女図鑑』（てんせいしょうじょずかん）はお子様ランチによる漫画作品。少年画報社のアンソロジー集『チェンジH peach』にCase.1が読切作品としてオムニバス形式で掲載され、Case.2以降は『トランススイッチ』において連載された。2014年5月に単行本化された際、「転生少女」から「転生少女図鑑」へと改題され、書下ろしの2編を追加した全6編が掲載される。
オムニバス形式であるが、第二次性徴を迎えると生じるメタモルフォーゼと呼ばれる変態によって性転換するという設定は共通している。

## 登場人物
桑野 優（くわの ゆう）
Case.1及びCase.1.5に登場。気弱な高校生でメタモルフォーゼして幼馴染である泉を守れる男になりたいと思っていたが、メタモルフォーゼによって女になってしまう。
守屋 泉（もりや いずみ）
優の幼馴染で優に何かと気にかけている。Case.1.5で引っ越ししてしまうが、数年後、男に戻った優と再会を果たす。
岩国 歩（いわくに あゆむ）
Case.2に登場。姉の行子が脱皮した皮と一体化した事で女になってしまう。自分自身のメタモルフォーゼを迎えた事で男に戻るが、仕草などに女っぽさが残ってしまう。
藪（やぶ）
Case.2及びCase.5に登場。変態科の専門医。Case.2で女になった歩、Case.5で同じく女になった実を診察した。各話の最後に掲載されているメタモルフォーゼに関する診察記録を書いているのは彼。
井戸田 知己（いとだ ともみ）
Case.3に登場。水に触れると体が変化する「両生類変態」を迎えた事による体調不調に悩む少年。藪の診察記録によれば知己の母親も同じ体質だったらしい。
大野 海帆（おおの かほ）
知己と同じ水泳部に所属する少女。
長岡 佳（ながおか けい）
Case.4に登場。おばの住む田舎にやって来た少年。ちなみに佳のおばが住む田舎は原作担当のひらやんの地元である新潟県長岡市栃尾地区がモデルとなっている。
友里（ゆり）
佳のいとこである男っぽい少女。
大隈 実（おおくま みのる）
Case5.に登場。同じサッカー部の真と一緒に遭難していたところ、女になってしまう。

## 書誌情報
- お子様ランチ『転生少女図鑑』少年画報社〈TSコミックス〉全1巻

1. 2014年5月31日発売[2]、ISBN 978-4-7859-5303-4